# Grand Prix Austrálie 2014
Grand Prix Austrálie 2014 (oficiálně 2014 Formula 1 Rolex Australian Grand Prix) se jela na okruhu Albert Park Circuit v Melbourne v Austrálii dne 16. března 2014. Závod byl prvním v pořadí v sezóně 2014 šampionátu Formule 1.

## Kvalifikace
| Poř.                       | No. | Jezdec            | Konstruktér             | Časy v kvalifikaci | Časy v kvalifikaci | Časy v kvalifikaci | Pořadí na startu |
| Poř.                       | No. | Jezdec            | Konstruktér             | Q1                 | Q2                 | Q3                 | Pořadí na startu |
| -------------------------- | --- | ----------------- | ----------------------- | ------------------ | ------------------ | ------------------ | ---------------- |
| 1                          | 44  | Lewis Hamilton    | Mercedes                | 1:31.699           | 1:42.890           | 1:44.231           | 1                |
| 2                          | 3   | Daniel Ricciardo  | Red Bull Racing-Renault | 1:30.775           | 1:42.295           | 1:44.548           | 2                |
| 3                          | 6   | Nico Rosberg      | Mercedes                | 1:32.564           | 1:42.264           | 1:44.595           | 3                |
| 4                          | 20  | Kevin Magnussen   | McLaren-Mercedes        | 1:30.949           | 1:43.247           | 1:45.745           | 4                |
| 5                          | 14  | Fernando Alonso   | Ferrari                 | 1:31.388           | 1:42.805           | 1:45.819           | 5                |
| 6                          | 25  | Jean-Éric Vergne  | Toro Rosso-Renault      | 1:33.488           | 1:43.849           | 1:45.864           | 6                |
| 7                          | 27  | Nico Hülkenberg   | Force India-Mercedes    | 1:33.893           | 1:43.658           | 1:46.030           | 7                |
| 8                          | 26  | Daniil Kvjat      | Toro Rosso-Renault      | 1:33.777           | 1:44.331           | 1:47.368           | 8                |
| 9                          | 19  | Felipe Massa      | Williams-Mercedes       | 1:31.228           | 1:44.242           | 1:48.079           | 9                |
| 10                         | 77  | Valtteri Bottas   | Williams-Mercedes       | 1:31.601           | 1:43.852           | 1:48.147           | 15               |
| 11                         | 22  | Jenson Button     | McLaren-Mercedes        | 1:31.396           | 1:44.437           |                    | 10               |
| 12                         | 7   | Kimi Räikkönen    | Ferrari                 | 1:32.439           | 1:44.494           |                    | 11               |
| 13                         | 1   | Sebastian Vettel  | Red Bull Racing-Renault | 1:31.931           | 1:44.688           |                    | 12               |
| 14                         | 99  | Adrian Sutil      | Sauber-Ferrari          | 1:33.673           | 1:45.655           |                    | 13               |
| 15                         | 10  | Kamui Kobajaši    | Caterham-Renault        | 1:34.274           | 1:45.867           |                    | 14               |
| 16                         | 11  | Sergio Pérez      | Force India-Mercedes    | 1:34.141           | 1:47.293           |                    | 16               |
| 17                         | 4   | Max Chilton       | Marussia-Ferrari        | 1:34.293           |                    |                    | PL               |
| 18                         | 17  | Jules Bianchi     | Marussia-Ferrari        | 1:34.794           |                    |                    | PL               |
| 19                         | 21  | Esteban Gutiérrez | Sauber-Ferrari          | 1:35.117           |                    |                    | 20               |
| 20                         | 9   | Marcus Ericsson   | Caterham-Renault        | 1:35.157           |                    |                    | 19               |
| 21                         | 8   | Romain Grosjean   | Lotus-Renault           | 1:36.993           |                    |                    | PL               |
| 107% času vítěze: 1:37.129 |     |                   |                         |                    |                    |                    |                  |
| —                          | 13  | Pastor Maldonado  | Lotus-Renault           | Bez času           |                    |                    | 21               |
| Zdroj:                     |     |                   |                         |                    |                    |                    |                  |

Poznámky
1. 1 2  Valtteri Bottas a Esteban Gutiérrez obdrželi trest posunu o 5 míst vzad za neplánovanou výměnu převodovky.
2. ↑  Pastor Maldonado nezaznamenal čas, kterým by se kvalifikoval ve 107 % času vítěze. Start mu byl povolen sportovními komisaři.

## Závod
| Poř.   | No. | Jezdec            | Konstruktér             | Počet kol | Čas/Odstoupení   | Pořadí na startu | Body |
| ------ | --- | ----------------- | ----------------------- | --------- | ---------------- | ---------------- | ---- |
| 1      | 6   | Nico Rosberg      | Mercedes                | 57        | 1:32:58.710      | 3                | 25   |
| 2      | 20  | Kevin Magnussen   | McLaren-Mercedes        | 57        | +26.777          | 4                | 18   |
| 3      | 22  | Jenson Button     | McLaren-Mercedes        | 57        | +30.027          | 10               | 15   |
| 4      | 14  | Fernando Alonso   | Ferrari                 | 57        | +35.284          | 5                | 12   |
| 5      | 77  | Valtteri Bottas   | Williams-Mercedes       | 57        | +47.639          | 15               | 10   |
| 6      | 27  | Nico Hülkenberg   | Force India-Mercedes    | 57        | +50.718          | 7                | 8    |
| 7      | 7   | Kimi Räikkönen    | Ferrari                 | 57        | +57.675          | 11               | 6    |
| 8      | 25  | Jean-Éric Vergne  | Toro Rosso-Renault      | 57        | +1:00.441        | 6                | 4    |
| 9      | 26  | Daniil Kvjat      | Toro Rosso-Renault      | 57        | +1:03.585        | 8                | 2    |
| 10     | 11  | Sergio Pérez      | Force India-Mercedes    | 57        | +1:25.916        | 16               | 1    |
| 11     | 99  | Adrian Sutil      | Sauber-Ferrari          | 56        | +1 kolo          | 13               |      |
| 12     | 21  | Esteban Gutiérrez | Sauber-Ferrari          | 56        | +1 kolo          | 20               |      |
| 13     | 4   | Max Chilton       | Marussia-Ferrari        | 55        | +2 kola          | 17               |      |
| 14     | 17  | Jules Bianchi     | Marussia-Ferrari        | 49        | +8 kol           | 18               |      |
| Ret    | 8   | Romain Grosjean   | Lotus-Renault           | 43        | Pohonná jednotka | 22               |      |
| Ret    | 13  | Pastor Maldonado  | Lotus-Renault           | 29        | Pohonná jednotka | 21               |      |
| Ret    | 9   | Marcus Ericsson   | Caterham-Renault        | 27        | Tlak oleje       | 19               |      |
| Ret    | 1   | Sebastian Vettel  | Red Bull Racing-Renault | 3         | Motor            | 12               |      |
| Ret    | 44  | Lewis Hamilton    | Mercedes                | 2         | Motor            | 1                |      |
| Ret    | 19  | Felipe Massa      | Williams-Mercedes       | 0         | Kolize           | 9                |      |
| Ret    | 10  | Kamui Kobajaši    | Caterham-Renault        | 0         | Kolize           | 14               |      |
| DSQ    | 3   | Daniel Ricciardo  | Red Bull Racing-Renault | 57        | Palivo           | 2                |      |
| Zdroj: |     |                   |                         |           |                  |                  |      |

Poznámky
1. ↑  Jules Bianchi odstoupil ze závodu, ale byl klasifikován, protože odjel více než 90 % délky závodu.
2. ↑  Daniel Ricciardo byl diskvalifikován za porušení maximálního limitu paliva a za použití nepovolené metody měření spotřeby paliva.

## Průběžné pořadí po závodě
Pohár jezdců
|  | Pořadí | Jezdec          | Body |
|  | ------ | --------------- | ---- |
|  | 1      | Nico Rosberg    | 25   |
|  | 2      | Kevin Magnussen | 18   |
|  | 3      | Jenson Button   | 15   |
|  | 4      | Fernando Alonso | 12   |
|  | 5      | Valtteri Bottas | 10   |

Pohár konstruktérů
|  | Pořadí | Konstruktér          | Body |
|  | ------ | -------------------- | ---- |
|  | 1      | McLaren-Mercedes     | 33   |
|  | 2      | Mercedes             | 25   |
|  | 3      | Ferrari              | 18   |
|  | 4      | Williams-Mercedes    | 10   |
|  | 5      | Force India-Mercedes | 9    |